# Gbikinti FC
Der Gbikinti Football Club de Bassar, auch bekannt als Gbikinti Football Club, ist ein togoischer Fußballverein aus Bassar in der Region Kara.  Aktuell, Stand Oktober 2024, spielt der Verein in der zweiten Liga, der Deuxième Division.

## Erfolge
- Togoischer Zweitligameister: 2022/23  ▲

## Stadion
Er trägt seine Heimspiele im Stade de Bassar in Bassar aus. Das Stadion hat ein Fassungsvermögen von 1000 Personen.